# ピーター・ヘッジズ
ピーター・シンプソン・ヘッジズ（Peter Simpson Hedges、1962年7月6日 - ）は、アメリカ合衆国の小説家、劇作家、脚本家、映画監督、映画プロデューサー。

## 生い立ち
サイコセラピストのキャロル・シンプソンとエピスコパル教会のロバート・ボイデン・ヘッジズ牧師の息子としてアイオワ州ウェストデモインで生まれ育つ。州内の高校で即興劇グループやパントマイム劇団のある演劇科に参加し、その後ノースカロライナ芸術大学へ通い、ドラマを学んだ。

## キャリア
自身の小説『What's Eating Gilbert Grape』は同名原題の映画『ギルバート・グレイプ』として高く評価され、これが彼の映画分野でのキャリアのスタートとなった。
2002年、『アバウト・ア・ボーイ』でアカデミー賞脚色賞にノミネートされた。同年、自身の母親に捧げた『エイプリルの七面鳥』（ケイティ・ホームズ主演）で脚本と監督を務めた。
2007年、『40オトコの恋愛事情』の共同脚本と監督を務めた。
2012年、アーメット・ザッパ原案、ザッパとスコット・サンダースの製作によるウォルト・ディズニー・ピクチャーズの映画『ティモシーの小さな奇跡』で脚本と監督を務めた。2018年、自身の息子ルーカス・ヘッジズとジュリア・ロバーツが出演した、薬物依存症を扱ったドラマ映画『ベン・イズ・バック』で脚本と監督を務めた。
小説家としての近著は2010年3月4日に上梓された『The Heights』。

## 私生活
妻は詩人のスーザン・ブルース・ティットマン。子は、アカデミー賞へのノミネート経験のある俳優ルーカス・ヘッジズとサイモンの2人。

## フィルモグラフィ
- ギルバート・グレイプ What's Eating Gilbert Grape（1993） - 脚本
- A Map of the World（1999） - 脚本
- アバウト・ア・ボーイ About a Boy（2002） - 脚本
- エイプリルの七面鳥 Pieces of April（2003） - 脚本・監督
- 40オトコの恋愛事情 Dan in Real Life（2007） - 共同脚本・監督
- ティモシーの小さな奇跡 The Odd Life of Timothy Green（2012） - 共同脚本・監督
- ベン・イズ・バック Ben Is Back（2018） - 脚本・監督・製作

## 戯曲
- Oregon（1984）
- Champions of the Average Joe（1985）
- The Age of Pie（1986）
- Andy and Claire（1986）
- Teddy by the Sea（1986）
- Imagining Brad（1988）
- Baby Anger（1993）
- Good as New（1995）

## 小説
- What's Eating Gilbert Grape（1991）
- An Ocean in Iowa（1998）
- The Heights（2010）